# Gisundet
Gisundet – cieśnina w Norwegii w okręgu Troms og Finnmark, w gminie Senja. Położona jest pomiędzy kontynentalną Norwegią a wyspą Senja. Cieśnina jest najwęższa na północy w pobliżu miejscowości Gibostad (około 500 m) i na południu w pobliżu Finnsnes. W tym miejscu nad cieśniną przebiega most Gisundbrua.